# Garde Saint-Ivy Pontivy
Pour les articles homonymes, voir GSI.
Maillots
Actualités
La Garde Saint-Ivy Pontivy (GSI Pontivy) est un club français de football fondé en 1909 et basé à Pontivy (Morbihan, Bretagne).
Le club évolue lors de la saison 2018-2019 en National 3 (groupe Bretagne).

## Palmarès
CHAMPIONNAT
- Champion de Division d'Honneur de la Ligue de Bretagne : 1994
- Vainqueur du tournoi de barrages d'accession au National : 1999
- Vainqueur de son groupe de CFA2 : 2011

COUPE DE FRANCE
- 1/8e de finale de Coupe de France en 2000 contre AS Monaco.
- 1/16e de finale de Coupe de France en 1996 contre l'Olympique de Marseille et 2007 face à Montceau
- 1/32e de finale de Coupe de France en 1993 contre Guingamp, 1994 contre l'AJ Auxerre, 2010 contre le Stade Brestois et 2019 contre Paris SG

Autres
- 1/16e de finale de Coupe Gambardella en 2014 contre le Stade Brestois

## Historique

### 1909–1960
La Garde Saint-Ivy est fondée en 1909 par l’Abbé Thoret, et sa première branche sportive est la gymnastique sous les couleurs « vert et blanc » du patronage pontivyen. Elle n'est reconnue officiellement que le 20 juin 1914 lors de son affiliation à la fédération gymnastique et sportive des patronages de France (FGSPF). 
En 1934, le club acquiert le terrain de Toulboubou pour y construire les terrains de football en vue de créer la section football. En 1935, la première équipe de football du club est engagée en 3e division de district, plus bas niveau dans la hiérarchie française. La première subvention accordée au club date de 1940 pour la modique somme de 500 francs. En même temps, le club envisage l’emménagement de la plaine de jeu de Toulboubou en vue de la doter de tribunes et de vestiaires, ainsi que d’un terrain de tennis et d’une piscine (ces derniers ne verront jamais le jour).
Lors de la Seconde Guerre mondiale, trente-cinq gésistes sont mobilisés, mais le club parvient encore à fonctionner : le football et l’athlétisme continuent, mais les autres sections doivent s’arrêter. L’équipe première de football commence son ascension dans la hiérarchie du district et est même finaliste du championnat de Bretagne en 1939. Entretemps, après avoir tutoyé le sommet régional, elle revient au niveau du district du fait de la guerre. À cause des événements, une partie des joueurs fut dispersée, sous les drapeaux voire dans la résistance. En 1953, l’équipe de football retrouve la DRH au terme d’une superbe saison et remporte le titre de champion de l’Ouest de promotion. Mais elle doit retourner en PH quatre ans plus tard en 1957.

### 1960–1999
Jusque dans les années 1980, la section football de la GSI continue son chassé-croisé entre le niveau régional (DRH) et le district (première division et promotion première division). Entretemps, en 1977, le football à 7 est introduit au club par Messieurs Hemono et Kerzerho, ce qui constitue les bases des futures formations des jeunes joueurs. La GSI se stabilise au niveau DRH (Division Régional d’Honneur) dans les années 1980-1985. En 1987, Michel Jarnigon arrive au club. Trois ans après, lors de la saison 1990-1991, le club gravit cinq échelons, de la DRH à la Nationale 2 (transformée depuis en CFA) pour ensuite s’installer durablement dans cette division, figurant toujours dans la première moitié de tableau. Cette dernière décennie aura ainsi été riche d’événements pour le club, avec une succession de montées mais aussi des épopées en coupe de France.

### 1999
Néanmoins, la GSI connaît aussi une grosse désillusion : la montée refusée en National en 1999. Lorsque le conseil d'administration du FC Mulhouse, club de National, décide de déposer le bilan le 21 mai 1999 (à cause d'un déficit de six millions de francs), lequel est confirmé le 26 mai, la GSI Pontivy comprend alors que sa fin de saison est en train de prendre une tout autre tournure. La place de Mulhouse devenant vacante, la FFF va organiser un tournoi de barrage entre les quatre meilleures équipes classées deuxième de leur groupe de CFA afin de déterminer celle qui remplacera le club alsacien. Pontivy, déjà assuré à ce moment-là d’être deuxième meilleur amateur du groupe D (derrière Évry mais devant Viry, St-Lô, St-Leu et Brest), peut déjà se préparer aux trois « matches de coupe » les plus importants de son histoire, alors que s’achève le championnat le 29 mai. L’équipe, forte de quelques joueurs ayant l’expérience de la Ligue 2 avec Guingamp, Saint-Brieuc ou Lorient (Watier) voire de la Ligue 1 (Duboscq avec Caen), est plus soudée que jamais. Tout commence ensuite le 4 juin à Limoges et la GSI s’y impose 1-0. Quatre jours plus tard, Beaucaire est défait 2-0 au stade du Faubourg de Verdun. Pontivy vire en tête et n’a maintenant plus besoin que d’un match nul à Reims pour monter. 
Le Stade de Reims est grand favori. En mai 1992, il était en liquidation judiciaire, relégué en DH, après qu'un pseudo-acquéreur fit croire à la FFF, un an auparavant, qu'il pouvait s'assumer financièrement, ce qui permit au club de poursuivre artificiellement ses activités en 3e division nationale en 1991-92. Sept ans après, le grand club français peut revenir sur le devant de la scène. Dans ce dernier match du 12 juin, véritable finale, les Rémois feront la course en tête jusqu’à ce que Christophe Duboscq n’égalise à cinq minutes de la fin (3-3) pour la GSI. Pontivy vient de décrocher le dernier billet pour le National ! Les Pontivyens de l’entraîneur Michel Jarnigon deviennent la cinquième meilleure équipe de Bretagne, derrière Nantes et Rennes (Ligue 1), Guingamp et Lorient (Ligue 2). Rapidement, pourtant, ce mois de juin d’anthologie va virer au cauchemar pour Pontivy. Le 24 juin, la direction nationale du contrôle de gestion (DNCG) interdit en effet à la GSI de monter en National pour des raisons financières, c'est-à-dire à cause d'un déficit prévisionnel de 180 000 Fr. (soit 27 440,82 euros). L'expert comptable du club prétend alors que c'est la DNCG elle-même qui lui a conseillé de présenter son budget sous une forme mettant en avant cette prévision, laquelle est perçue comme une faiblesse rédhibitoire. La DNCG confirme sa décision en appel. Hasard ou pas, le remplaçant de Pontivy s'appelle... Reims.
Pontivy n’est pas encore vaincu. Il figure dans le calendrier de National, publié mi-juillet. La GSI ira à Besançon le 7 août et recevra Raon-l’Etape le 13 août. L’espoir pontivyen réside maintenant dans la décision souveraine du Conseil Fédéral de la FFF. Réuni le 23 juillet, celui-ci va, malgré la logique du terrain, confirmer la décision de la DNCG par 8 voix contre 7. Extrêmement serré, ce vote le fut sans doute à cause de ce déficit « ridicule et largement recouvrable dans le paysage actuel » selon un dirigeant de la GSI resté anonyme. « Difficile de nier que le prestige du club champenois n’a pas influencé les "jurés" dans cette histoire et a sans doute fait pencher l’avis qui a fait la différence » écrit le journaliste Arnaud Tulipier dans France Football. Le Stade de Reims est donc repêché sur « tapis vert », même si le président de la FFF, Claude Simonet, se refuse à valider la mesure sur le moment. Des lettres de soutien envoyées par la majorité des clubs du National et la menace de boycott brandie par le président du FC Istres n’y changent rien.
« Notre club de campagne n’a pas pesé lourd face aux lobbies parisiens » tonne l’entraîneur Michel Jarnigon. « C’est affligeant sur le plan de l’éthique. Tout un projet sportif mené à bien depuis une dizaine d’années (de la DRH au National), balayé d’un revers de main, alors que les conditions économiques étaient réunies » conclut Yannick Henriat, président d’honneur de la GSI. La sentence est pourtant tombée : Pontivy est condamné sur le « tapis vert ». Le 28 juillet, le remplacement devient officiel : la FFF informe le Stade de Reims de sa promotion en National, lequel va engager le buteur normand de Pontivy, Duboscq. La mauvaise santé financière de plusieurs clubs de National aurait pu laisser un espoir aux dirigeants pontivyens. Il n’en fut rien. La GSI allait devoir repartir avec une équipe recomposée à 70 %. Son budget prévisionnel, prévu à hauteur de 4,2 millions de francs, descend à 2,7 millions de francs. Le 7 août 1999, c’est Joué-lès-Tours que Pontivy accueille et bat, en CFA, pour que la dynamique s'entretienne, malgré tout. Mais le sentiment d’injustice des joueurs les décident à porter un brassard noir toute la saison pour protester. Alors que le FC Mulhouse avait été mis « hors-jeu » après un dépôt de bilan (- 900 000 euros), le sort de Pontivy (- 27 000 euros) est finalement, pour une écriture comptable et malgré ses comptes positifs, sportivement identique à celui du club qu’il fut censé remplacer.

### 2000à aujourd’hui
Le club évolue jusqu'en 2007 en CFA et connaît la relégation en CFA 2. Il remonte immédiatement l'année suivante. La GSI finit dernière du groupe D de CFA lors de la saison 2009-2010 mais refait l'ascenseur une nouvelle fois la saison suivante. Le club est relégué en CFA 2 en 2015 puis en Division d'Honneur au printemps 2016, mais remonte l'année suivante avec la réforme des championnats en National 3.
Lors de la saison 2018-2019, la GSI se qualifie pour les 32es de finale de la Coupe de France en compagnie du Stade pontivyen, faisant de Pontivy la première ville de moins de 15 000 habitants à posséder deux équipes disputant la même année les 32es de finale,. Le club affronte le PSG au stade du Moustoir de Lorient, où il est défait de 4 buts à 0.

## Saisons
Les gésistes entament leur 24e saison au niveau national fin 2018 (soit 18 en N2 et 6 en N3).
| Saison    | Championnat           | Championnat | Championnat | Coupe de France |
| Saison    | Division              | Echelon     | Place       | Coupe de France |
| --------- | --------------------- | ----------- | ----------- | --------------- |
| 1992-1993 | DH Bretagne           | 6           | 3e          | 32es            |
| 1993-1994 | DH Bretagne           | 6           | 1er         | 32es            |
| 1994-1995 | National 3 Gr. D      | 5           | 2e          | ?               |
| 1995-1996 | National 2 Gr. D      | 4           | 6e          | 16es            |
| 1996-1997 | National 2 Gr. D      | 4           | 8e          | ?               |
| 1997-1998 | CFA Gr. D             | 4           | 6e          | ?               |
| 1998-1999 | CFA Gr. D             | 4           | 3e          | ?               |
| 1999-2000 | CFA Gr. D             | 4           | 9e          | 8es             |
| 2000-2001 | CFA Gr. D             | 4           | 11e         | ?               |
| 2001-2002 | CFA Gr. D             | 4           | 11e         | ?               |
| 2002-2003 | CFA Gr. D             | 4           | 7e          | ?               |
| 2003-2004 | CFA Gr. D             | 4           | 9e          | ?               |
| 2004-2005 | CFA Gr. D             | 4           | 15e         | 32es            |
| 2005-2006 | CFA Gr. D             | 4           | 12e         | 8e tour         |
| 2006-2007 | CFA Gr. D             | 4           | 16e         | 16es            |
| 2007-2008 | CFA2 Gr. G            | 5           | 3e          | 8e tour         |
| 2008-2009 | CFA Gr. D             | 4           | 16e         | 7e tour         |
| 2009-2010 | CFA Gr. D             | 4           | 18e         | 32es            |
| 2010-2011 | CFA2 Gr. H            | 5           | 1er         | 8e tour         |
| 2011-2012 | CFA Gr. D             | 4           | 16e         | 7e tour         |
| 2012-2013 | CFA Gr. D             | 4           | 8e          | 8e tour         |
| 2013-2014 | CFA Gr. D             | 4           | 10e         | 5e tour         |
| 2014-2015 | CFA Gr. D             | 4           | 15e         | 7e tour         |
| 2015-2016 | CFA2 Gr. A            | 5           | 13e         | 8e tour         |
| 2016-2017 | DH Bretagne           | 6           | 7e          | 8e tour         |
| 2017-2018 | National 3 (Bretagne) | 5           | 6e          | 3e tour         |
| 2018-2019 | National 3 (Bretagne) | 5           | 7e          | 32es            |
| 2019-2020 | National 3 (Bretagne) | 5           | 2e          | 3e tour         |
| 2020-2021 | National 3 (Bretagne) | 5           | 1er         | 4e tour         |
| 2021-2022 | National 3 (Bretagne) | 5           | 7e          | 6e tour         |
| 2022-2023 | National 3 (Bretagne) | 5           | 10e         | 5e tour         |
| 2023-2024 | National 3 Gr. E      | 5           | 8e          | 8e tour         |
| 2024-2025 | National 3 Gr. C      | 5           | En cours    | En cours        |

Légende
- champion
- promu
- relégué

## Anciens joueurs
- Jérôme Mombris
- Daouda Bamba
- Christophe Revel
- Sylvain Didot
- Jérôme Lebouc
- Guénael Le Maux
- Serge-Alain Liri
- François Masson
- Stéphane Auvray
- Tidiane Dia
- Kodjovi Dodji Obilalé
- Eli Kroupi
- Laurent Bourmaud
- Cyrille Watier

## Supporters
- Le club des supporters
- Les Ultras Pondi, créés en 2006.
- Les Ultras Diaboliks (DBKS), créés en 2008